# レルバッハ
レルバッハ (ドイツ語: Röllbach) はドイツ連邦共和国バイエルン州ミルテンベルク郡に属す町村（以下、本項では便宜上「町」と記述する）。メンヒベルク行政共同体に属す。

## 地理

### 位置
この街はシュペッサルト内に位置する。マインフィアエックのクリンゲンベルク・アム・マイン、メンヒベルク、グロースホイバッハの間にあたる。

### 自治体の構成
この町は、公式にはレルバッハ集落単独で構成される。

## 行政
1984年までレルバッハの議会議員は専らCSUの党員によって占められていた。1984年の選挙以降、Christliche Wählergemeinschaft Röllbach の議員が参加している。

### 町議会
レルバッハの町議会は13議席からなる。

### 首長
レルバッハの町長はミヒャエル・シュヴィング (CSU) が務めている。

## 引用
1. ↑  https://www.statistikdaten.bayern.de/genesis/online?operation=result&code=12411-003r&leerzeilen=false&language=de Genesis-Online-Datenbank des Bayerischen Landesamtes für Statistik Tabelle 12411-003r Fortschreibung des Bevölkerungsstandes: Gemeinden, Stichtag (Einwohnerzahlen auf Grundlage des Zensus 2011)
2. ↑  Bayerische Landesbibliothek Online
3. ↑  “Bürgermeisterwahl - Kommunalwahlen 2020 in der Gemeinde Röllbach - Gesamtergebnis”. 2021年4月23日閲覧。